# 西渡街道
西渡街道是中華人民共和國上海市奉贤区下辖的一个街道办事处，位于奉贤区北部，东邻奉贤区金汇镇，南连金海社区、奉浦社区，西接庄行镇，北濒黄浦江，与闵行区江川路街道隔江相望。面积28.77平方公里，户籍人口5万人。是奉贤区历史上第一个行政区划意义上的街道。街道办事处驻西闸公路1276-1278号（原南桥镇西渡社区办事处驻地）。

## 名称由来
西渡，为“西渡口”之简称，亦名“敏航渡”。因原横泾港东之普渡庙前、横泾港西之秦皇驰道侧皆建有方亭，供行人入亭候渡过江，故分别以方位名，人称“东渡口”、“西渡口”。旧址在今西闵线客轮渡旁。

## 历史沿革
西渡口原属南汇县太平乡插花地，民国22年（1933年），划归奉贤县，属第九区管辖。旋随第九区并入第一区，为“西渡乡”。1949年5月，奉贤县解放，西渡乡属南桥区，下辖14个村。1957年9月，撤区并乡，西渡乡并入萧塘乡。1959年9月，改萧塘人民公社，1984年政社分设，复改萧塘乡。1994年撤乡建镇，萧塘乡更名为西渡镇。镇人民政府驻萧塘。镇境东以白庙港与金汇镇、齐贤镇为界，西以竹港与邬桥镇为界，南与江海镇、上海市工业综合开发区接壤，北濒黄浦江与闵行区隔江相望。2000年2月，划出陈湾村、公谊村归上海市工业综合开发区。2003年，西渡镇并入南桥镇。2015年11月30日，上海市人民政府批复同意以原南桥镇西渡社区办事处管辖范围设立西渡街道办事处，街道办事处行政区域范围为：东至金汇港及南桥镇北新村、五宅村、益民村村界，南至发展村、金港村、益民村村界，西至南竹港，北至黄浦江。2015年12月19日，西渡街道正式挂牌成立。

## 集镇风貌
西渡口集镇位于南横泾入黄浦江处，清末成聚落，聚落呈东西向矩形。民国21年（1932年），沪闵南柘路（今沪杭公路一段）筑成，沪闵南柘长途汽车股份有限公司建车辆轮渡站，次年10月，设西渡汽车站，车辆行人日多，在此开设店铺，渐成市集。

## 文物古迹
西渡街道境内有三处古桥被列入上海市第三次全国文物普查不可移动文物名录。
| 序号               | 不可移动文物名称 | 地址                                     | 公布日期       | 年代 | 保护级别               |
| ------------------ | ---------------- | ---------------------------------------- | -------------- | ---- | ---------------------- |
| 310120933180000003 | 环秀桥           | 刘港村2组、金汇镇红专村5组交界，跨柘沥港 | 2007年12月28日 | 清   | 奉贤区文物保护单位     |
| 310120943180000015 | 通德桥           | 刘港村5组，跨柘沥港                      | 2007年         | 清   | 奉贤区登记不可移动文物 |
| 310120943180000031 | 古秦塘桥         | 灯塔村10组，跨三官堂河                   | 2007年         | 清   | 奉贤区登记不可移动文物 |

## 行政区划
西渡街道下辖10个居委会，8个村委会：鸿宝第一社区居委会、鸿宝第二社区居委会、鸿宝第三社区居委会、水闸居委会、闸园社区居委会、浦江居委会、新南社区居委会、水岸社区居委会、文怡社区居委会、金都居委会、发展村村委会、灯塔村村委会、南渡村村委会、金港村村委会、益民村村委会、关港村村委会、北新村村委会、五宅村村委会。

## 建築
- 西渡衛生院：始建於1957年，最初名為蕭塘公社衛生院[16]